# قاعة أليس تولي
قاعة أليس تولي هي قاعة حفلات في مركز لينكولن للفنون المسرحية في أبر ويست سايد ، مانهاتن ، مدينة نيويورك . تم تسميته باسم أليس تولي ، وهي فنانة من نيويورك ومحسنة ساعدت تبرعاتها في بناء القاعة. تقع قاعة تولي داخل مبنى جوليارد، وهو مبنى مميز، صممه المهندس المعماري الشهير بيترو بيلوسكي ، وتم الانتهاء منه وافتتاحه في عام 1969. منذ افتتاحه،استضاف العديد من العروض والفعاليات ، بما في ذلك مهرجان نيويورك السينمائي . تتسع القاعة لـ 1،086 شخص.

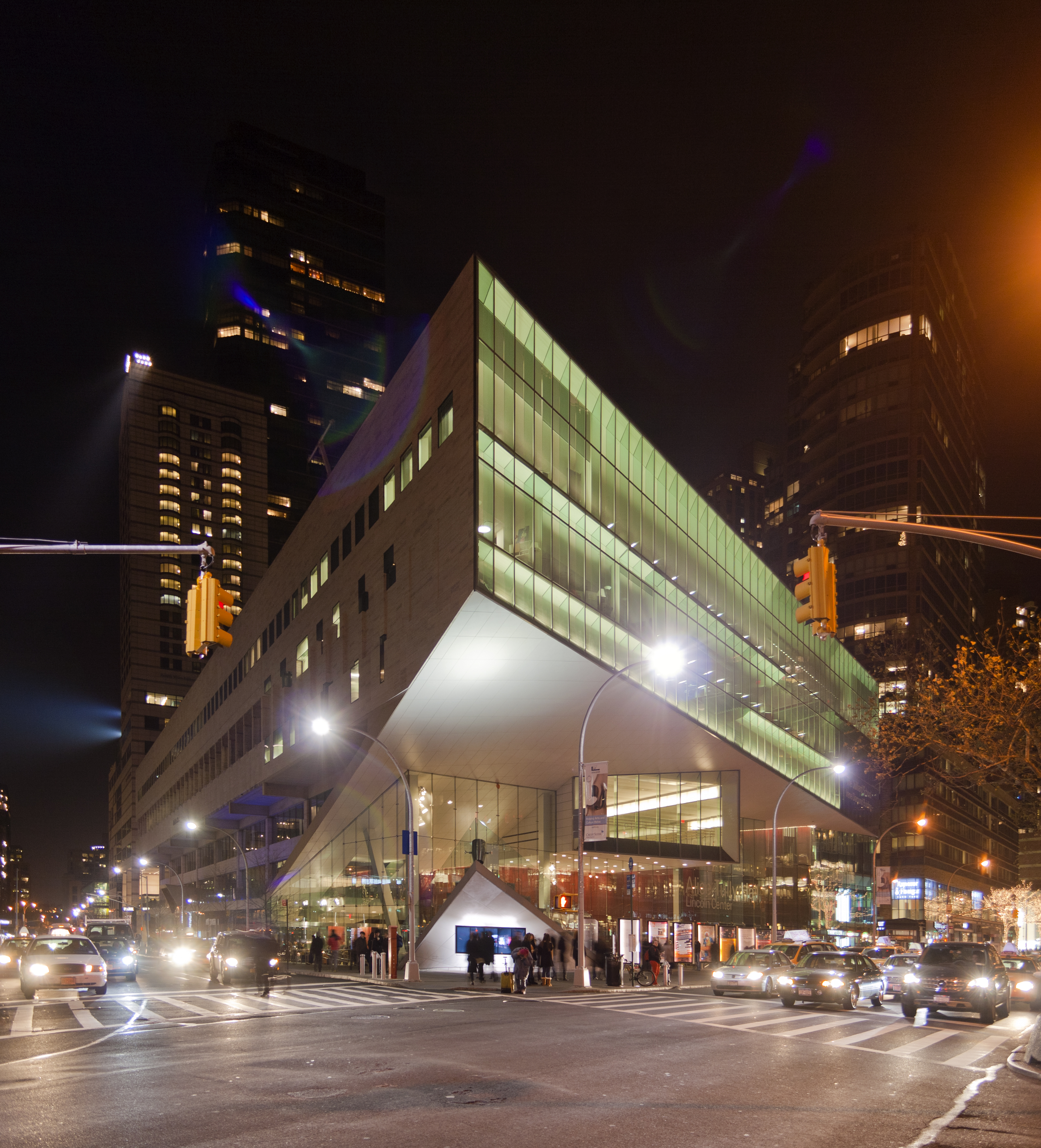
قاعة أليس تولي ومدرسة جوليارد في الليل.

## روابط خارجية
- الموقع الرسمي
- مخطط مقاعد أليس تولي هول